# Antiblemma peruda
Antiblemma peruda là một loài bướm đêm trong họ Erebidae.